# Oberode (Siemerode)
Oberode ist eine Wüstung in der Gemarkung von Siemerode,  einem Ortsteil der thüringischen Stadt Heilbad Heiligenstadt im Landkreis Eichsfeld.

## Lage
Der Standort des historischen Ortes Oberode befand sich in unmittelbaren Umfeld von Siemerode, seine genaue Lage ist aber nicht mehr bekannt. Trotz der engen geographischen Nähe zu Siemerode stand es ursprünglich eher mit Rengelrode in Beziehung. Der Hof, später als Vorwerk bezeichnet, bildete eine eigene, aber nicht zusammenhängende Gemarkung, die bis an die Nachbarorte wie Bischhagen heranreichte.
Der Name bezeichnet eine obere oder höher gelegene Rodung von Land.

## Geschichte der Wüstung
Die schriftliche Ersterwähnung erfolgte im Jahr 1433, als die Herren von Rengelrode dem Hans Strecker aus Heiligenstadt mit verschiedenen Besitzungen und dem Zehnten in Bischhagen belehnten, die bereits sein Vater Hans besessen hatte. 1445 vermeiern die Streckers das Vorwerk zu Siemerode und bewirtschaften es nicht mehr selbst. Die offizielle Belehnung der Familie Strecker durch den Mainzer Kurfürsten Dietrich erfolgte erst 1459 nach dem Tode des letzten von Rengelrode. Nachfolgend kommt es zum Verkauf von Landflächen, die Hoffläche verringert sich dadurch deutlich.
In einer Lehensurkunde aus dem Jahr 1559 wurde der Zehnte zu Oberode und Siemerode erwähnt. 1588 wurde nochmals das ehemalige Afterlehen derer von Rengelrode durch Kurfürsten Johann Wolfgang von Mainz  an christoh Strecker bestätigt.
1689 kaufte der mainzische Kanzleirat Theodor von Steinmetzen das Vorwerk von der Familie Strecker. Zu diesem Zeitpunkt bestand das Vorwerk noch aus 1 ½ Hufen Land und drei Lehnhäusern. Für die Jahre 1690 und 1697 sind Belehnungen des Mainzer Kurfürsten an Theodor von Steinmetzen nachweisbar. Durch Zukauf von Ländereien vergrößert sich die Hoffläche des Gutes wieder. Um in die Eichsfelder Ritterschaft aufgenommen zu werden und einen Sitz auf dem Landtag zu erhalten, kaufte er die Ritterlehen der Wüstungen Wolkramshausen und Beinrode von Otto Christoph von Worbis, die Belehnung hierfür erfolgte erst 1696 durch dem Kurfürsten Lothar Franz von Mainz. Nach der Aufnahme in die Ritterschaft verkaufte er die Ritterlehen wieder und übertrug die Gutsbezeichnung auf sein Vorwerk Oberode.
Wegen des schlechten baulichen Zustandes der Gebäude im Vorwerk baute Theodor ab 1692 in Siemerode ein neues Herrenhaus. Das Wohngebäude im Vorwerk wurde dann für Arbeiterwohnungen weiter genutzt.
In einem Inventarverzeichnis von 1770 heißt es nicht mehr Gut Oberode, sondern Gut Siemerode, danach auch Rittergut Siemerode. Während die Ländereien weiter bewirtschaftet wurden, verfielen die Gebäude des alten Vorwerkes immer mehr und wurden schließlich abgerissen. An ihrer Stelle wurde später eine Schäferei errichtet, die es heute auch nicht mehr gibt. Im Jahr 1923 ist das Rittergut Siemerode 120 ha groß und gehört einem Herrn Schmidt in Köln.